# Francisca Crovetto
Francisca Crovetto Chadid (Santiago, 27 d'abril de 1990) és una tiradora xilena en la modalitat skeet, sent l'esportista més important en aquesta disciplina del seu país.

## Carrera
Als 3 anys, el seu pare la va portar al club d'amics que practiquen l'esport de tir, on va començar a ficar-se de poc. Als 13, va ser la primera vegada que va disparar i va començar a practicar cada cap de setmana. En aquest temps cursava setè bàsic en el col·legi Princess Anne School de San Miguel. Entre el 2003 i el 2004, va desenvolupar tant "Sportin Cley" com "Skeet olímpic", on del segon va prendre forces per centrar-se de ple en la disciplina.
Encara que és oriünda de la comuna santiaguina de San Miguel, es va iniciar en el tir al vol en un club fundat pel seu pare en la localitat de Calera de Tango.
Als 17 anys, durant els Jocs Panamericans de Rio de Janeiro va aconseguir una meritòria cambra posada en la seva especialitat, aconseguint la classificació pels Jocs Olímpics de Londres 2012, els primers de la seva carrera.
L'any 2010 es va quedar amb la medalla d'or en els Jocs Sud-americans de 2010 a Medellín, Colòmbia, apuntant 65 de 75 plats. Aquest mateix any va continuar collint triomfs: es va quedar amb l'or en el Panamericà de Rio de Janeiro de l'especialitat, en la Copa Continental Final 2010 i en l'Iberoamericà de l'especialitat en Guatemala. A més, va ocupar el lloc número 14 en el Mundial Junior de Totes les Armes a Múnic, Alemanya. A l'any següent, va ocupar el segon lloc als Jocs Panamericans de 2011 a Guadalajara, Mèxic.
Francisca Crovetto va figurar com una de les candidates xilenes amb més opcions d'aconseguir una medalla olímpica a Londres 2012. Malgrat realitzar una bona actuació, va acabar en la vuitena posició en la competència.
Crovetto va participar en els Jocs Sud-americans de Santiago 2014, on va obtenir una medalla de plata amb una puntuació de 67.
Al Campionat Mundial de Tir de 2014 a Granada, Espanya, va estar a un plat de quedar-se amb una medalla, finalitzant en el cinquè lloc.
L'any 2015 va obtenir el tercer lloc i la medalla de bronze en els Jocs Panamericans de 2015 en Canadà. Aquest mateix any, va obtenir el setè lloc en la Copa del Món de Tir Skeet a Gabala, Azerbaidjan, obtenint la seva classificació pels Jocs Olímpics de Rio de Janeiro 2016. En la cita olímpica, va finalitzar la seva participació en el lloc 17º, quedant fora de l'etapa final.

## Vida dirigencial
Francisca Crovetto s'exerceix com a dirigent de l'Agrupació d'Esportistes d'Alt Rendiment de Xile (DAR Xile) i a més va ser escollida pels seus propis companys com la Capitana del Team Xile, projecte sota el ràfec de l'ADO Xile com a part del Comitè Olímpic de Xile, que engloba a tots els esportistes d'alt rendiment que representen al país a nivell internacional.

## Vida personal
Francisca estudia Enginyeria en Biotecnologia Molecular a la Universitat de Xile.

## Premis i reconeixements
| Distinció                                                                              | Any  |
| -------------------------------------------------------------------------------------- | ---- |
| Premi a la Millor Esportista de Tir al Vol pel Cercle de Periodistes Esportius de Xile | 2011 |
| Premi a la Millor Esportista de Tir al Vol pel Cercle de Periodistes Esportius de Xile | 2012 |
| Premi a la Millor Esportista de Tir al Vol pel Cercle de Periodistes Esportius de Xile | 2013 |
| Premi a la Millor Esportista de Tir al Vol pel Cercle de Periodistes Esportius de Xile | 2014 |
| Premi a la Millor Esportista de Tir al Vol pel Cercle de Periodistes Esportius de Xile | 2015 |
| Premi a la Millor Esportista del Team Xile                                             | 2015 |